# Trametes hirsuta
Trametes hirsuta é um fungo patógeno de plantas. É comumente encontrado na madeira de árvores decíduas, especialmente faias. É encontrado o ano todo.

## Biotecnologia
As culturas celulares liofilizadas de Trametes hirsuta produzem aldeídos a partir de alcenos, representando uma alternativa de biotransformação à ozonólise .